# Спектор, Джонатан
Джо́натан Майкл Пол Спе́ктор (англ. Jonathan Michael Paul Spector; род. 1 марта 1986, Арлингтон-Хайтс, Иллинойс, США) — американский футболист, защитник. Выступал за национальную сборную США.

## Клубная карьера
Известный скаут «Манчестер Юнайтед» обратил внимание на Джонатана, когда тот выступал за юношескую сборную США до 17 лет на Молочном кубке в 2003 году. Изначально он выступал на позиции нападающего, но из-за серии травм в команде был поставлен в защиту. Райан высоко оценил оборонительные навыки Спектора и доложил о талантливом юноше в «Манчестер Юнайтед».
Летом 2003 года Спектор перешёл в «Манчестер Юнайтед». Его дебют за основной состав клуба состоялся в августе 2004 года в матче Суперкубка Англии против «Арсенала». В декабре 2004 года главный тренер «Юнайтед» сэр Алекс Фергюсон заявил, что на остаток сезона Спектор будет отдан в аренду в клуб «Блэкберн Роверс». Однако вскоре Фергюсон отменил сделку по переходу Спектора в связи с эпидемией травм в составе «Юнайтед». Перед началом сезона 2005/06 Спектор перешёл в клуб «Чарльтон Атлетик» на правах аренды сроком на один сезон. В этом сезоне он провёл за «Чарльтон» шестнадцать матчей в стартовом составе и восемь раз выходил на замену.
В июне 2006 года Спектор перешёл из в лондонский клуб «Вест Хэм Юнайтед» за £500 тыс., проведя за «Манчестер Юнайтед» лишь восемь матчей во всех турнирах. Дебют Спектора за «Вест Хэм» состоялся 28 сентября 2006 года в матче Кубка УЕФА против «Палермо». Всего в сезоне 2006/07 он провёл 28 матчей во всех турнирах. Изначально Спектор был куплен в качестве запасного защитника, но постепенно завоевал себе место в основе благодаря уверенным действиям на разных позициях в защите.
В августе 2011 года Спектор перешёл в клуб «Бирмингем Сити», подписав с клубом двухлетний контракт. 27 июня 2013 года согласовал новый двухлетний контракт с «синими». 15 мая 2015 года подписал с клубом новый двухлетний контракт. 24 января 2017 года Спектор покинул «Бирмингем Сити», расторгнув контракт с клубом по обоюдному согласию сторон.
24 января 2017 года Спектор подписал контракт с клубом MLS «Орландо Сити». Дебютировал за «Орландо Сити» 5 марта в матче стартового тура сезона 2017 против «Нью-Йорк Сити». Перед началом сезона 2018, после ухода из клуба Кака, Спектор был назначен капитаном «Орландо Сити». По окончании сезона 2018 «Орландо Сити» отклонил опцию продления контракта Спектора.
15 марта 2019 года Спектор подписал краткосрочный контракт с клубом чемпионата Шотландии «Хиберниан» до конца сезона. Свой единственный матч за «Хибс» провёл 6 апреля, отыграв 13 минут в эдинбургском дерби против «Хартс». По окончании сезона 2018/19 Спектор покинул «Хиберниан».

## Карьера в сборной
В 2003 году Спектор сыграл за юношескую сборную США на юношеском чемпионате мира по футболу в Финляндии. 17 ноября 2004 года он дебютировал за первую сборную США в матче отборочного этапа чемпионата мира 2006 года против Ямайки, выйдя на замену во втором тайме вместо Стива Ролстона.
В 2005 году Спектор сыграл за молодёжную сборную США на молодёжном чемпионате мира в Нидерландах. Он был кандидатом на включение в состав первой сборной США на чемпионат мира 2006 года, однако 17 апреля этого года получил травму плеча в матче против «Портсмута», из-за чего пропустил грядущий чемпионат мира.
Был включён в состав сборной на Золотой кубок КОНКАКАФ 2007 года.
Из-за травм Стива Черандоло и Фрэнки Хейдука Спектор был включён в состав сборной США на Кубке конфедераций 2009 года. Он выходил в стартовом составе сборной во всех трёх матчах группового этапа, выступая на позиции правого защитника. В последнем матче группового этапа Спектор сделал голевую передачу на Клинта Демпси. Сборная США дошла до финала турнира, в котором встретилась со сборной Бразилии. В этом матче Спектор вновь отметился голевой передачей на Демпси, но на этот раз сборная США уступила бразильцам.
Принял участие в чемпионате мира 2010 года.
Был включён в состав сборной на Золотой кубок КОНКАКАФ 2011 года.

## Постспортивная деятельность
23 августа 2019 года Спектор присоединился к «Атланте Юнайтед» в качестве главы отдела подбора и развития иностранных игроков.

## Статистика выступлений

### Клубная статистика
| Клуб                                                 | Сезон            | Лига                   | Лига  | Лига | Кубок | Кубок | Кубок лиги | Кубок лиги | Континент | Континент | Другие† | Другие† | Итого | Итого |
| Клуб                                                 | Сезон            | Дивизион               | Матчи | Голы | Матчи | Голы  | Матчи      | Голы       | Матчи     | Голы      | Матчи   | Голы    | Матчи | Голы  |
| ---------------------------------------------------- | ---------------- | ---------------------- | ----- | ---- | ----- | ----- | ---------- | ---------- | --------- | --------- | ------- | ------- | ----- | ----- |
| Манчестер Юнайтед                                    | 2004/05          | Премьер-лига           | 3     | 0    | 1     | 0     | 1          | 0          | 2         | 0         | 1       | 0       | 8     | 0     |
| Чарльтон Атлетик (аренда)                            | 2005/06          | Премьер-лига           | 20    | 0    | 2     | 0     | 2          | 0          | —         | —         | —       | —       | 24    | 0     |
| Вест Хэм Юнайтед                                     | 2006/07          | Премьер-лига           | 25    | 0    | 2     | 0     | 0          | 0          | 1         | 0         | —       | —       | 28    | 0     |
| Вест Хэм Юнайтед                                     | 2007/08          | Премьер-лига           | 26    | 0    | 1     | 0     | 1          | 0          | —         | —         | —       | —       | 28    | 0     |
| Вест Хэм Юнайтед                                     | 2008/09          | Премьер-лига           | 9     | 0    | 0     | 0     | 0          | 0          | —         | —         | —       | —       | 9     | 0     |
| Вест Хэм Юнайтед                                     | 2009/10          | Премьер-лига           | 27    | 0    | 0     | 0     | 2          | 0          | —         | —         | —       | —       | 29    | 0     |
| Вест Хэм Юнайтед                                     | 2010/11          | Премьер-лига           | 14    | 1    | 3     | 1     | 4          | 2          | —         | —         | —       | —       | 21    | 4     |
| Вест Хэм Юнайтед                                     | Итого            | Итого                  | 101   | 1    | 6     | 1     | 7          | 2          | 1         | 0         | —       | —       | 115   | 4     |
| Бирмингем Сити                                       | 2011/12          | Чемпионшип             | 31    | 0    | 5     | 0     | 1          | 0          | 8         | 0         | 2       | 0       | 47    | 0     |
| Бирмингем Сити                                       | 2012/13          | Чемпионшип             | 29    | 0    | 0     | 0     | 1          | 1          | —         | —         | —       | —       | 30    | 1     |
| Бирмингем Сити                                       | 2013/14          | Чемпионшип             | 22    | 0    | 0     | 0     | 2          | 0          | —         | —         | —       | —       | 24    | 0     |
| Бирмингем Сити                                       | 2014/15          | Чемпионшип             | 24    | 0    | 0     | 0     | 2          | 0          | —         | —         | —       | —       | 26    | 0     |
| Бирмингем Сити                                       | 2015/16          | Чемпионшип             | 25    | 0    | 1     | 0     | 3          | 0          | —         | —         | —       | —       | 29    | 0     |
| Бирмингем Сити                                       | 2016/17          | Чемпионшип             | 22    | 0    | 1     | 0     | 0          | 0          | —         | —         | —       | —       | 23    | 0     |
| Бирмингем Сити                                       | Итого            | Итого                  | 153   | 0    | 7     | 0     | 9          | 1          | 8         | 0         | 2       | 0       | 179   | 1     |
| Орландо Сити                                         | 2017             | MLS                    | 25    | 1    | 1     | 0     | —          | —          | —         | —         | 0       | 0       | 26    | 1     |
| Орландо Сити                                         | 2018             | MLS                    | 13    | 0    | 2     | 0     | —          | —          | —         | —         | 0       | 0       | 15    | 0     |
| Орландо Сити                                         | Total            | Total                  | 38    | 1    | 3     | 0     | —          | —          | —         | —         | 0       | 0       | 41    | 1     |
| Хиберниан                                            | 2018/19          | Шотландский Премьершип | 1     | 0    | —     | —     | —          | —          | —         | —         | —       | —       | 1     | 0     |
| Всего за карьеру                                     | Всего за карьеру | Всего за карьеру       | 316   | 2    | 19    | 1     | 19         | 3          | 11        | 0         | 3       | 0       | 368   | 6     |
| † Включают Суперкубок Англии и плей-офф Чемпионшипа. |                  |                        |       |      |       |       |            |            |           |           |         |         |       |       |

### Статистика в сборной
| Сборная | Год   | Матчи | Голы |
| ------- | ----- | ----- | ---- |
| США     | 2004  | 1     | 0    |
| США     | 2005  | 2     | 0    |
| США     | 2006  | 0     | 0    |
| США     | 2007  | 8     | 0    |
| США     | 2008  | 1     | 0    |
| США     | 2009  | 11    | 0    |
| США     | 2010  | 5     | 0    |
| США     | 2011  | 5     | 0    |
| США     | 2012  | 1     | 0    |
| США     | 2013  | 0     | 0    |
| США     | 2014  | 0     | 0    |
| США     | 2015  | 2     | 0    |
| Итого   | Итого | 36    | 0    |